# Caroline Jouisse
Caroline Jouisse (Fuengirola, 26 maggio 1994) è una nuotatrice francese, campionessa europea nella 25 km di fondo agli europei di Roma 2022.

## Palmarès
- Europei

Roma 2022: oro nella 25 km.
Belgrado 2024: bronzo nella staffetta mista.
- Europei di fondo

Hoorn 2016: bronzo nella 25 km.